# Canillas de Río Tuerto
Canillas de Río Tuerto es un municipio y localidad española de la comunidad autónoma de La Rioja. El término municipal, ubicado en el valle del río Tuerto, tiene una población de 44 habitantes (INE 2024).

## Etimología
En un bula de 1199 por la que se concedían privilegios al monasterio de San Millán de la Cogolla aparece nombrado como Canellas. Es una denominación que se refiere a los canales por los que se conducía el agua hacia las huertas.
Hasta la reforma de la nomenclatura municipal de 1916 el municipio se llamaba simplemente Canillas. En dicha fecha su nombre fue modificado por el de Canillas del Río Tuerto.

## Demografía
Cuenta con una población de 44 habitantes (INE 2024).
| Gráfica de evolución demográfica de Canillas de Río Tuerto entre 1842 y 2021 |
| |
| Población de derecho según los censos de población del INE Población de hecho según los censos de población del INEEn estos censos se denominaba Canillas: 1842, 1857, 1860, 1877, 1887, 1897, 1900 y 1910 |

## Administración
| Periodo   | Nombre                                 | Partido        |
| --------- | -------------------------------------- | -------------- |
| 1979-1983 | Jesús Aragón Sáenz/Julio Besga Herrera | Independientes |
| 1983-1987 | Rufino España San José                 | AP             |
| 1987-1991 | Juan José Torrecilla Ibáñez            | AP             |
| 1991-1995 | César Torrecilla Torrecilla            | PP             |
| 1995-1999 | Rubén Mahave Hernando                  | PSOE           |
| 1999-2003 | Javier Torrecilla Arciniega            | PP             |
| 2003-2007 | Javier Torrecilla Arciniega            | PP             |
| 2007-2011 | Juan José Torrecilla Ibáñez            | PP             |
| 2011-2015 | Juan José Torrecilla Ibáñez            | PP             |
| 2015-2019 | Francisco Guillermo Martínez Ortega    | PSOE           |
| 2019-2023 | Francisco Guillermo Martínez Ortega    | PSOE           |

## Economía
Entre los años 2008 y 2014 este ayuntamiento no tuvo deuda viva.

## Patrimonio

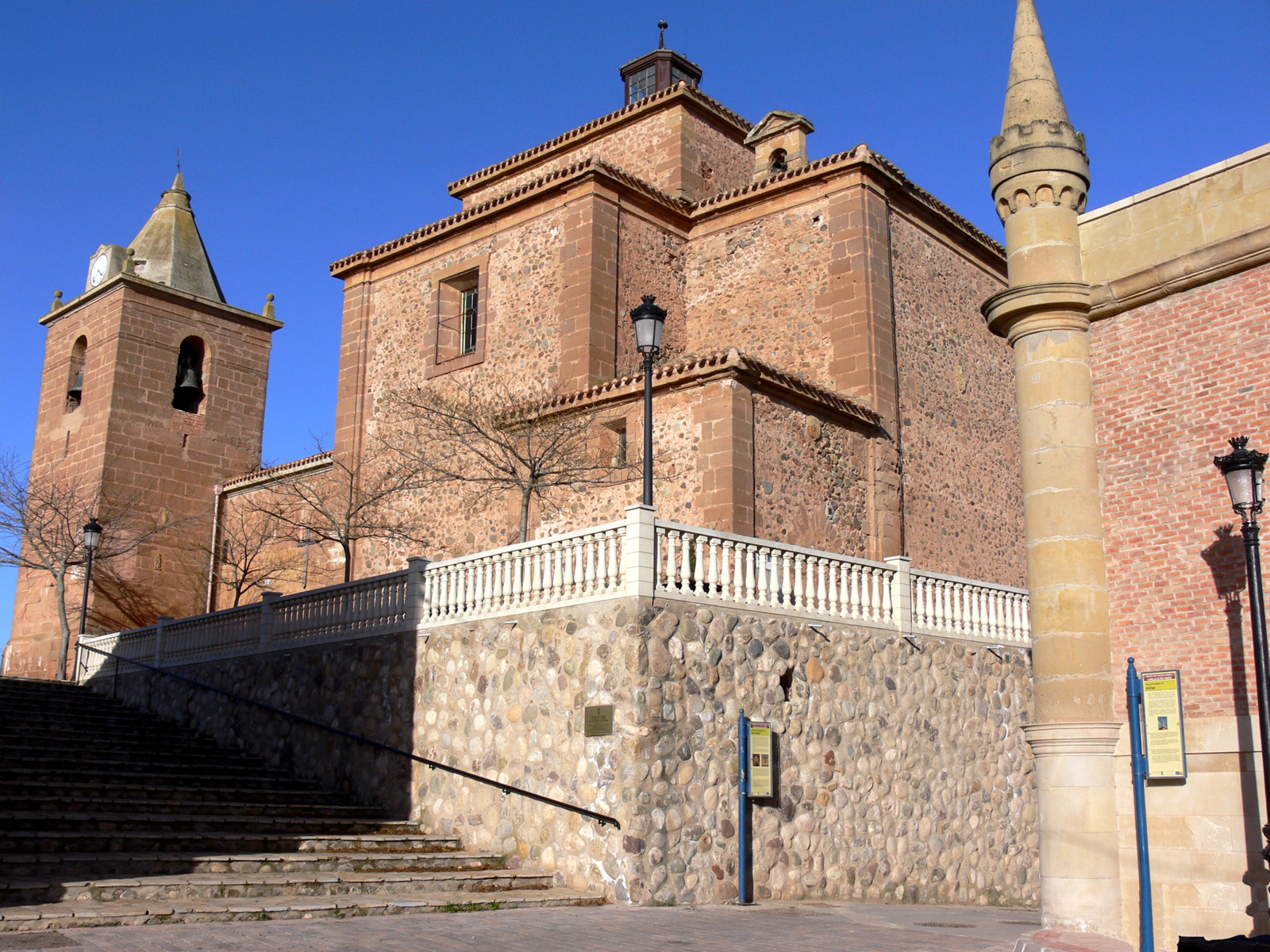
Iglesia de San Martín.

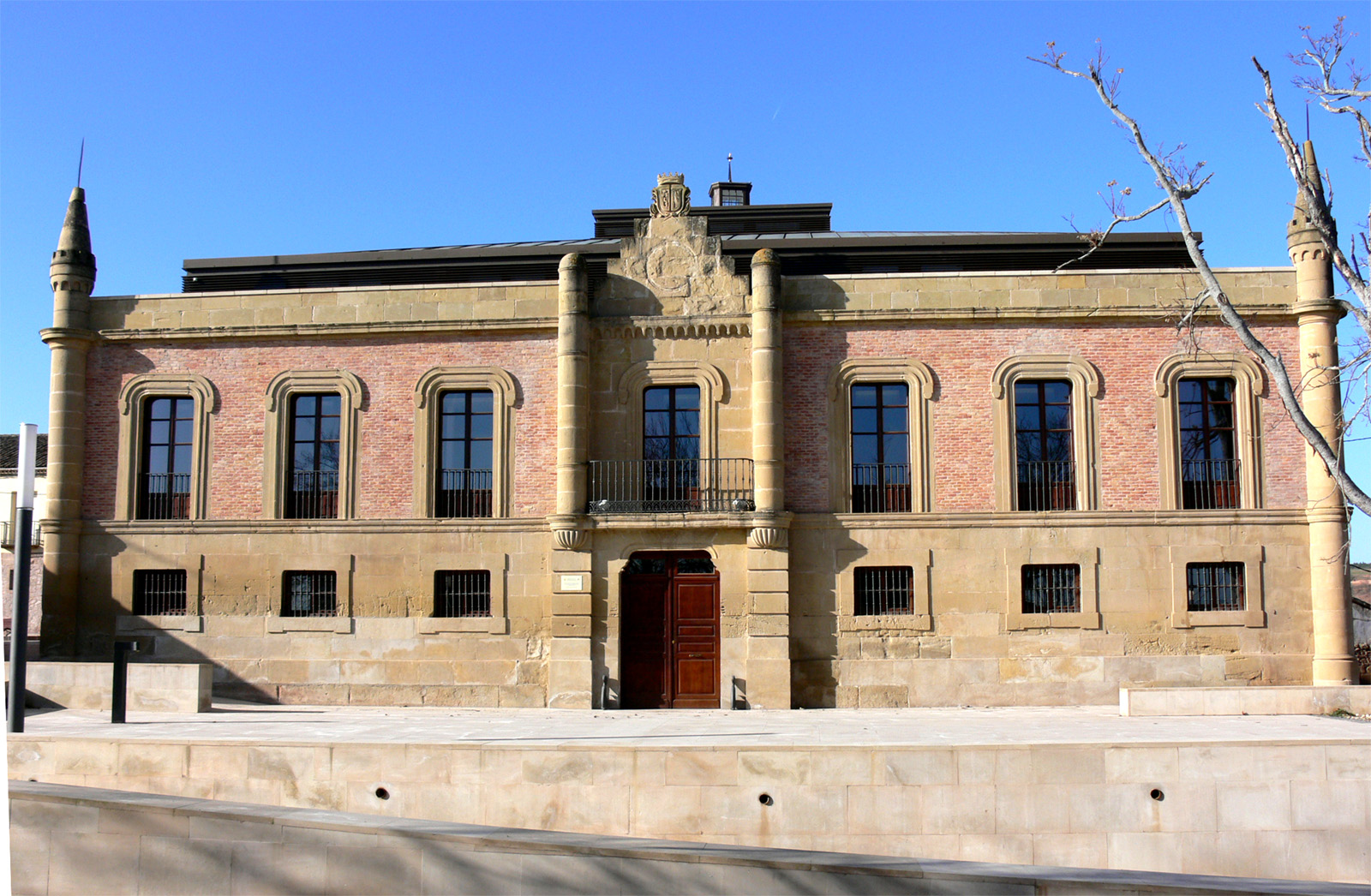
Palacio de los Condes de Hervías.

- Iglesia de San Martín. De los siglos XIII y XVIII.
- Palacio de los Manso de Zúñiga (condes de Hervías). Tiene incoado expediente como bien de interés cultural en la categoría de monumento desde el 18 de febrero de 1985.[8]